# Андрес Дуарте
Андрес Дуарте (ісп. Andrés Duarte, нар. 4 лютого 1972, Асунсьйон) — парагвайський футболіст, що грав на позиції захисника, зокрема за клуби «Серро Портеньйо» та «Архентінос Хуніорс», а також національну збірну Парагваю.

## Клубна кар'єра
У дорослому футболі дебютував 1990 року виступами за команду «Серро Портеньйо», в якій провів чотири сезони. Двічі, у 1990 і 1992 роках, ставав чемпіоном Парагваю.
Своєю грою привернув увагу представників тренерського штабу клубу «Архентінос Хуніорс», до складу якого приєднався 1993 року. Відіграв за команду з Буенос-Айреса один сезон, а на початку наступного перейшов до іншої аргентинської команди, «Феррокаріль Оесте». 1995 року був змушений завершити професійну ігрову кар'єру.

## Виступи за збірну
1992 року у складі олімпійської збірної був учасником футбольного турніру на Олімпіаді-1992 в Барслелоні.
1993 року провів сім матчів у складі національної збірної Парагваю, був учасником тогорічного Кубка Америки в Еквадорі.

## Титули і досягнення
- Чемпіон Парагваю (2):

«Серро Портеньйо»: 1990, 1992